# My Funny Valentine (album)
My Funny Valentine è un album dal vivo di Miles Davis registrato a New York il 12 febbraio 1964 (insieme all'altro album live Four & More). I due album sono stati pubblicati di recente anche come doppio live con il titolo di "The Complete New York Concert 1964" mantenendo i rispettivi titoli delle loro uscite singole.
Fu un concerto di beneficenza a favore dell'iscrizione dell'elettorato di colore negli stati della Louisiana e del Mississippi. I proventi furono destinati al NAACP Legal Defense Fund, Congress of Racial Equality (CORE) e alla Student Non-Violent Coordinating Committee (SNCC). Miles Davis pretese che tutti i musicisti suonassero gratuitamente, ma non tutti erano d'accordo. Ad ogni modo, Davis fu inflessibile e, a suo dire, l'arrabbiatura tra i componenti del gruppo creò una tensione che "fu uno dei motivi per cui ciascuno suonò con tanta intensità".

## Tracce
1. Introduction by Mort Fega – 1:40
2. My Funny Valentine – 14:55
3. All of You – 14:40
4. Go-Go (Theme & Re-Introduction) – 1:43
5. Stella by Starlight – 13:03
6. All Blues – 8:51
7. I Thought About You – 11:14

## Musicisti
- Miles Davis - tromba;
- George Coleman - sax tenore;
- Herbie Hancock - piano;
- Ron Carter - basso;
- Tony Williams - batteria.